# Homo Sovieticus
Homo sovieticus (russisk: гомо советикус, pseudolatin for "sovjetmennesket") er en sarkastisk og kritisk betegnelse af den mennesketype – med sin særegne tænke- og væremåde – der blev fremelsket af ideologien i det tidligere Sovjetunionen og hele Østblokken. Udtrykket homo socialisticus blev første gang brugt af den religiøse filosof Sergej Bulgakov (russisk: Серге́й Булга́ков) i 1918. Udtrykket homo sovieticus blev benyttet af den russiske disidentforfatter Aleksandr Zinovev, da han skrev bogen med titlen "Homo sovetikus" (russisk: Гомо советикус). Bogen udkom som undergrundslitteratur i 1970, i Vesten i 1982 og i Rusland i 1991. I bogen findes også udtrykket homosos (russisk: гомосос).
Udtrykket det sovjetiske menneske blev udbredt i Sovjetunionen af den officielle presse for at fremhæve de positive egenskaber ved borgerne i Sovjetunionen, som voksede takket være sovjetmagten; i modsætning hertil blev udtrykket homo sovieticus kun brugt uformelt i private samtaler, og var en betegnelse for de negative elementer i det sovjetiske folk, der var skabt af sovjetmagten, ligesom udtrykket blev benyttet i den officielle sovjetiske satire.
| Sprog | Spire Denne artikel om sprog er en spire som bør udbygges. Du er velkommen til at hjælpe Wikipedia ved at udvide den. |